# Jishigbatyn Erdenet-Od
Jishigbatyn Erdenet-Od –en mongol, Хишигбатын Эрдэнэт-Од– (Darjan, 7 de julio de 1975) es una deportista mongola que compitió en judo.
Ganó una medalla en el Campeonato Mundial de Judo de 2005, y siete medallas en el Campeonato Asiático de Judo entre los años 2000 y 2008. En los Juegos Asiáticos consiguió dos medallas en los años 1998 y 2002.

## Palmarés internacional
| Campeonato Mundial  | Campeonato Mundial    | Campeonato Mundial | Campeonato Mundial |
| Año                 | Lugar                 | Medalla            | Categoría          |
| ------------------- | --------------------- | ------------------ | ------------------ |
| 2005                | El Cairo (Egipto)     | Medalla de bronce  | –57 kg             |
| Juegos Asiáticos    |                       |                    |                    |
| Año                 | Lugar                 | Medalla            | Categoría          |
| 1998                | Bangkok (Tailandia)   | Medalla de oro     | –57 kg             |
| 2002                | Busan (Corea del Sur) | Medalla de bronce  | –57 kg             |
| Campeonato Asiático |                       |                    |                    |
| Año                 | Lugar                 | Medalla            | Categoría          |
| 2000                | Osaka (Japón)         | Medalla de plata   | –57 kg             |
| 2001                | Ulán Bator (Mongolia) | Medalla de oro     | –57 kg             |
| 2003                | Jeju (Corea del Sur)  | Medalla de plata   | –57 kg             |
| 2004                | Almatý ( Kazajistán)  | Medalla de plata   | –57 kg             |
| 2005                | Taskent (Uzbekistán)  | Medalla de oro     | –57 kg             |
| 2007                | Kuwait (Kuwait)       | Medalla de bronce  | –57 kg             |
| 2008                | Jeju (Corea del Sur)  | Medalla de bronce  | –57 kg             |